# 에드워드 뮬헤어
에드워드 멀헤어(Edward Mulhare, 1923년 4월 8일 ~ 1997년 5월 24일)는 아일랜드의 배우이다.
코크에서 태어났으며 밴나이즈에서 사망하였다. 사인은 폐암이다.

## 출연 작품
- 미스터 룸바 (1997년)
- 전격 Z작전 2000 (1991년)
- 메가포스군단 (1982년) - 에드워드 번-화이트 역
- 카프라이스 (1967년)
- 007 두번 산다 (1967년)
- FBI (1965년)
- 전격 후린트 고고작전 (1965년)
- 탈주 특급 (1965년)
- 24번 언덕은 대답하지 않는다 (1955년)

### 텔레비전
- 전격 Z작전 (1982년)
- 샌프란시스코 수사반 (1972년)